# Friedrich Kummer
Friedrich August Kummer (Meiningen, 5 d'agost de 1797 - Dresden, 22 d'agost de 1879) fou un violoncel·lista i compositor alemany d'obres per a aquest instrument.
Va ser deixeble de Friedrich Dotzauer i un dels concertistes més famosos i complet del seu temps a Alemanya. Prolífic compositor d'obres violoncel·listes, en publicà unes 160 (concerts, fantasies, estudis, etc.,) i més de 200 entreactes pel Teatre Principal de Dresden, orquestra del qual dirigia. Foren deixebles d'ell Georg Goltermann, de Stuttgart, i Bernhard Cossmann, de Wiesbaden.